# North Barrow
North Barrow – wieś w Anglii, w hrabstwie Somerset, w dystrykcie (unitary authority) Somerset. Leży 43 km na południe od miasta Bristol i 177 km na zachód od Londynu. W 2002 miejscowość liczyła 142 mieszkańców.